# アル＝アフダル
アル＝アフダル（アラビア語: الأفضل Al-Afdal、1170年 - 1225年?）は、アイユーブ朝の王族。アイユーブ朝の建国者サラーフッディーン（サラディン）の17人の男子の一人で、
ダマスカスの統治権を相続した。1187年5月1日のクレッソン泉の戦いにおいて、アイユーブ軍の司令官を務めた。

## 生涯
1170年にサラディンの子として誕生する。
1187年3月にアフダルはカラク包囲に向かったサラディンに命じられてアッカー（アッコン）攻撃に向かい、進軍中にテンプル騎士団と聖ヨハネ騎士団の攻撃を退けた。アッカー周辺で略奪を行った後、ティベリアに移動してサラディンが率いる本隊の到着を待った。ヒッティーンの戦いの後、同年7月9日にアイユーブ朝の支配下に置かれたアッカーが、アフダルにイクター（分与地）として与えられた。
1193年3月にサラディンはダマスカスで没する。アフダルはサラディンの没前にカーディー（裁判官）を集めて誓約書を作成し、シリアの有力アミール（司令官）に忠誠を誓わせた。しかし、サラディンの死後にスルターンの地位の相続問題は保留され、アフダルはダマスカス、エルサレム、バールベック、シリアの沿岸部を相続する。アイユーブ朝の領土はアイユーブ家の一族によって分割され、カイロを中心とするエジプトはアフダルの弟アル＝アジーズ、アレッポはもう一人の弟アッ＝ザーヒル・ガーズィーが相続していた。
サラディン没時のダマスカスに不在だったエジプト・北イラクのアミールたちはアフダルへの忠誠を誓う誓約書に署名しておらず、アフダルが自身の政権の正統性の保障を求めたアッバース朝のカリフ・ナースィルは回答を出さなかった。アル＝ファーディルら有力な臣下はアフダルを見限り、カイロのアジーズの支持に回った。1194年春にアジーズはアフダルに礼拝のフトバと貨幣に名前を入れるスルターンが有する権限を譲渡するよう要求したが、軍事衝突の直前に両者の間に妥協が成立した。
アフダルは統治を宰相のディヤーウッディーン・イブン・アル＝アシールに委任し、自身は飲酒と放蕩に耽っていた。また、叔父のアル＝アーディルを頼り、アジーズから攻撃を受けた時に援助を求めた。1196年に7月にアフダルはアーディルによってダマスカスを奪われ、サルハド近郊の城塞に追放される。後悔の念に駆られたアフダルはこれまでの生活を改め、禁欲的な宗教生活を送ることを誓った。1198年にアジーズが急死したすると、アフダルは復権を試みたがアーディルに敗れ、再び隠遁生活を送った。アイユーブ家出身の歴史家アブ・アル＝フィダは、1225年にアフダルはサルハドで没したと記している。